# جیل اسکات کیست؟ واژگان و آواها جلد ۱
«جیل اسکات کیست؟ واژگان و آواها جلد ۱»  (به انگلیسی: Who Is Jill Scott? Words and Sounds Vol. 1) نخستین آلبوم استودیویی خوانندهٔ ایالات متحده آمریکا جیل اسکات است که در سال ۲۰۰۰ منتشر شد.